# Émirats arabes unis aux Jeux mondiaux de 2017
Cet article contient des informations sur la participation et les résultats des Émirats arabes unis aux Jeux mondiaux de 2017 à Wrocław en Pologne.

## Médailles

### Or
| Sport             | Discipline               | Sportifs             |
| Médaille d'or : 1 |                          |                      |
| Ju-jitsu          | Hommes - Nee-Waza -94 kg | Faisal Al-Ketbi (en) |

### Argent
| Sport                 | Discipline             | Sportifs             |
| Médaille d'argent : 1 |                        |                      |
| Ju-jitsu              | Hommes - Nee-Waza Open | Faisal Al-Ketbi (en) |

### Bronze
| Sport                  | Discipline   | Sportifs       |
| Médaille de bronze : 1 |              |                |
| Sports aériens         | Parachutisme | Cornelia Mihai |